# Fengting, Guizhou
Fengting (kinesiska: 逢亭, 逢亭镇) är en köping i Kina. Den ligger i provinsen Guizhou, i den sydvästra delen av landet, omkring 140 kilometer söder om provinshuvudstaden Guiyang. Antalet invånare är 12806. Befolkningen består av 6 359 kvinnor och 6 447 män. Barn under 15 år utgör 27,0 %, vuxna 15-64 år 64 %, och äldre över 65 år 8,0 %.